# ヘレン・フェアブラザー
ヘレン・フェアブラザー（Helen Fairbrother、1964年頃 - ）は、イングランドのモデル。ミス・インターナショナル1986として知られる。

## 経歴
1986年8月31日、長崎県で開催されたミス・インターナショナル1986決勝で優勝（当時22歳。173センチ）。この時準優勝のデンマーク代表Pia Rosenberg Larsenは
ミス・ワールド1986準優勝。第3位のメキシコ代表Laurie Simpsonはミス・インターナショナル1987優勝。
1987年9月、ミス・インターナショナルとしての任期が終わると、ミス・ワールド1987の出場権を得るためにMiss United Kingdom 1987に出場。スウィンドン代表として同大会に出るが第3位に終わる。
1980年代後半から1990年代にかけてファッションモデルとして活動。2014年にはSohoでTim Goodale、Max Gottschalk、マイケル・ウィーランの主催するパーティーに参加が確認されている。